# Begowāl
Begowāl är en ort i Indien.   Den ligger i distriktet Kapurthala och delstaten Punjab, i den norra delen av landet, 400 km nordväst om huvudstaden New Delhi. Begowāl ligger 233 meter över havet och antalet invånare är 10 175.
Terrängen runt Begowāl är mycket platt. Runt Begowāl är det tätbefolkat, med 459 invånare per kvadratkilometer. Närmaste större samhälle är Kartārpur, 18,9 km söder om Begowāl. Trakten runt Begowāl består till största delen av jordbruksmark.